# 皮门泰尔
皮门泰尔（義大利語：Pimentel），是意大利撒丁大区南撒丁省的一个市镇。总面积14.98平方公里，人口1196人，人口密度79.8人/平方公里（2009年）。ISTAT代码为092048。